# Egon Mohr
Egon G. Mohr (* 30. Dezember 1924 in Kiel; † 6. Januar 1980 in Deutschland) war ein deutscher Schauspieler bei Bühne, Film und Fernsehen.

## Leben und Wirken
Mohr nahm privaten Schauspielunterricht und erhielt seine ersten Bühnenrollen in seiner Heimatstadt Kiel. Anschließend ging er als Freiberufler an mehrere Bühnen in Hamburg, machte Hörfunk und sprach Synchron. Spielfilmangebote führten Mohr nach eigenen Angaben bis nach Italien, Dänemark, Frankreich und Großbritannien. Als Fernsehdarsteller ist er seit 1959 nachweisbar. Sein strenger Gesichtsausdruck ließ ihn als eine Idealbesetzung für hartleibige und ernste Charaktere erscheinen. Das Gros dieser Produktionen drehte der Wahl-Hamburger im norddeutschen Raum und in der Hansestadt.

## Filmografie
- 1959–60: Stahlnetz (zwei Folgen)
- 1960: Kein Pardon nach Mitternacht (Den sidste vinter)
- 1964: Das Kriminalgericht (eine Folge)
- 1965: Ein Tag – Bericht aus einem deutschen Konzentrationslager 1939
- 1965: Das Fernsehgericht tagt (eine Folge)
- 1965: Gestatten, mein Name ist Cox (eine Folge)
- 1966: Die Tintenfische (eine Folge)
- 1968: Hauptstraße Glück (eine Folge)
- 1968: Bürgerkrieg in Russland (Mehrteiler)
- 1968: Sir Roger Casement (eine Folge)
- 1969: Percy Stuart (eine Folge)
- 1970: Polizeifunk ruft (TV-Serie, eine Folge)
- 1971: Aktenzeichen XY (eine Folge)
- 1972: Das Kurheim (TV-Serie, eine Folge)
- 1972: Kleinstadtbahnhof (eine Folge)
- 1973: Bauern, Bonzen und Bomben (Mehrteiler)
- 1973: Neues vom Kleinstadtbahnhof (mehrere Folgen)
- 1974: Hamburg Transit (eine Folge)
- 1975: Im Auftrag von Madame (TV-Serie, eine Folge)

## Theater (Auswahl)
- 1952: Winnetou, der rote Gentleman (Karl-May-Spiele Bad Segeberg), Inszenierung: Robert Ludwig
- 1963/64: Maria Stuart (Altonaer Theater, Hamburg), Inszenierung: Hans Fitze
- 1966: Der Kardinal – Ein Verhör (Hamburger Kammerspiele), Inszenierung: Dieter Borsche
- 1968: Biografie: Ein Spiel (Contra-Kreis-Theater), Inszenierung: Rudolf Debiel